# Pretties for You
Pretties for You é o álbum de estreia da banda norte-americana Alice Cooper, foi lançado em agosto de 1969.

## Faixas
1. "Titanic Overture" – 1:12 (Instrumental)
2. "10 Minutes Before the Worm" – 1:39
3. "Sing Low, Sweet Cheerio" – 5:42
4. "Today Mueller" – 1:48
5. "Living" – 3:12
6. "Fields of Regret" – 5:44
7. "No Longer Umpire" – 2:02
8. "Levity Ball"(Live) – 4:39
9. "B.B. on Mars" – 1:17
10. "Reflected" – 3:17
11. "Apple Bush" – 3:08
12. "Earwigs to Eternity" – 1:19
13. "Changing Arranging" – 3:03

## Músicos
- Alice Cooper – voz
- Glen Buxton – guitarra (solo)
- Michael Bruce – guitarra (base), teclado, voz na faixa "Sing Low, Sweet Cheerio"
- Dennis Dunaway – baixo
- Neal Smith – bateria